# Iglesia de Santa María la Mayor (Villacantid)
La iglesia de Santa María la Mayor constituye un destacado ejemplo de arquitectura religiosa de estilo románico en el sur de Cantabria. El templo actual data del siglo XII y se halla en la localidad de Villacantid, en el corazón del municipio de Hermandad de Campoo de Suso a 6 km de Reinosa.
La iglesia está catalogada como Bien de Interés Cultural y acoge en su interior desde el año 2005 el Centro de Interpretación del Románico.

## El Centro de Interpretación del Románico

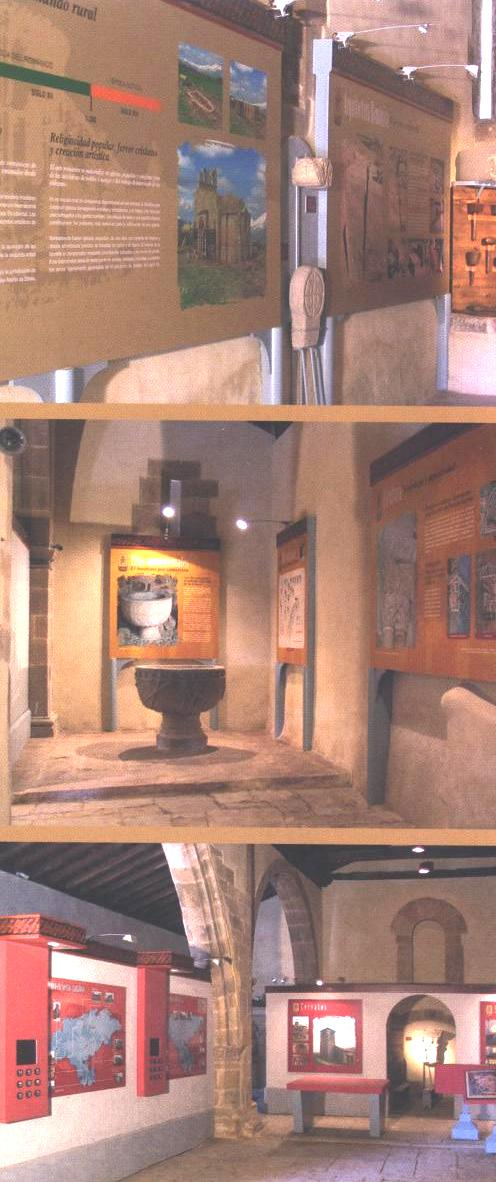
Secuencia de fotos del Centro de Interpretación del Románico en la iglesia de Santa María la Mayor.

La iglesia románica de Santa María la Mayor, acoge desde el año 2005 el Centro de Interpretación del Románico. La intensidad artística de la iglesia de Villacantid (uno de los ejemplos del Románico de Cantabria más destacados del siglo XII) enmarca y refuerza una exposición que presenta al visitante el esplendor del románico internacional plasmado en un amplio conjunto de iglesias de los valles meridionales de Cantabria.
El centro aúna información visual y documental con una faceta recreativa, interactiva y lúdica. Introduce al visitante en las claves del estilo artístico y le anima a manipular reproducciones y recursos del centro, a ensayar las técnicas constructivas, a jugar con los elementos artísticos y a interactuar con imágenes del románico.
Dispone de tecnologías en imagen, sonido, infografía y domática, las cuales se concilian con el templo y se ponen al servicio de la recreación y la puesta en valor de un patrimonio singular de una refinada calidad artística.
Existe otro centro de interpretación del románico en Socobio, junto a la colegiata de Santa Cruz de Castañeda.

## Historia
Las tierras donde se encuentra este templo fueron habitadas al menos desde la Edad del Bronce, hace unos 5.000 años, este valle del Alto Campoo fue asentamiento de los pueblos cántabros que lucharon contra la invasión romana en el siglo I a. C.. Monumentos megalíticos —como los que se encuentran en el municipio de Valdeolea— y calzadas romanas se erigen en estos lugares de siglos más tarde, tras el inicio de la Reconquista, fueron rutas de salida hacia la Meseta del Duero de las gentes que se habían refugiado en nuestras montañas, para iniciar la repoblación de Castilla.
Este debió ser el origen de un pequeño monasterio erigido en el lugar de «Villa Cantis» lo que puede remitir a un origen romano que ya aparece citado en la carta-fuero de Cervatos en 999. Sin embargo apenas se conserva documentación sobre el cenobio, pues no aparece en el cartulario del cercano monasterio de Cervatos.
A finales del siglo XII el rey Alfonso VIII de Castilla le cede al monasterio burgalés de San Pedro de Cardeña. Es precisamente en esta época cuando se debió construir el templo románico actual, por canteros que procedían muy probablemente de la cercana comarca de Aguilar de Campoo, donde existe una iglesia muy similar en Villavega de Aguilar.
Asentada la iglesia sobre una pequeña loma, destaca en su fisonomía el ábside semicircular y la esbelta torre, añadida en el siglo XVII.
La iglesia fue declarada Monumento Histórico-Artístico el 15 de enero de 1982. En la actualidad cuenta con el estatus de Bien de Interés Cultural.

## Elementos arquitectónicos

### La puerta
Se localiza en una situación poco común, junto al ábside y ello es fruto de su traslado desde la fachada meridional, cuando se abordó la ampliación del templo. Muestra un arco apuntado —influencia del protogótico en una época ya cercana al siglo XIII— rodeado de tres arquivoltas decoradas con diversos motivos, como las denominadas «puntas de diamante» o estrellas de ocho rayos, símbolos del cielo; guirnaldas de tallos con medias palmetas, alusivas al triunfo de los salvados y círculos entrelazados, relacionados con la eternidad. En el capitel de la columna izquierda se observan dos grifos afrontados, animal fantástico, mezcla de águila, león y serpiente, que defiende la entrada al lugar sagrado.

### El ábside
Es de sillería de excelente labra y se ha conservado en mejores condiciones.
Su peculiar ventana central muestra en sus capiteles de nuevo animales fantásticos afrontados y leones rampantes, con la misma significación anterior. Las moldurs que la rodean llevan flores de cuatro pétalos, alusivas a Cristo y los «dientes de lobo», que son los rayos solares, que también se identifican con el Salvador.
bajo el alero del tejado se observan los capiteles de las columnas que recorren y separan los tramos verticales del ábside —las centrales son dobles— y los canecillos.
En los capiteles vemos una magnífica escena de la caza del oso, con tres perros acosando al animal; Sansón desquijando al león y la lucha entre caballeros, separados por una dama, símbolo de la concordia.
Los canecillos representan animales fieros y monstruosos, aves y manzanas, así como alguna figura humana en actitud obscena, relacionados con los pecados y las tentaciones.

### El interior
El espacio interior es muy amplio porque es fruto de una reforma llevada a cabo en época barroca. Se eliminó la primitiva nave románica y se construyeron tres naves, separadas por pilares y arcos rebajados, aunque algunas columnas fueron reutilizadas.
El interior del ábside románico se cubre con bóveda de cañón y al igual que el arco triunfal presenta un ligero apuntamiento. Los capiteles de este son figurados y repiten los mismos temas que la portada: grifos o animales alados en el de la epístola y el tema de la lucha de caballeros separados por una doncella en el capitel del evangelio. Los cimacios llevan flores de cuatro pétalos circunscritas, relativas a Cristo y entrelazados alusivos al infinito.
También de época barroca son las pinturas murales que decoran la bóveda del Presbiterio, donde aparece la Asunción de la Virgen. Además, se conservan restos pictóricos en la capilla del evangelio. Este tipo de pintura lineal, de tradición gótica, se extiende por otras parroquias de la comarca: Naveda, Villar, Barruelo, etc., de las que son precedente las pinturas de Valdeolea, relacionadas con las de la comarca de Aguilar de Campoo (Palencia).